# Glenn Ashby
Glenn Thomas Ashby, MNZM (* 1. September 1977 in Bendigo) ist ein australischer Segler.

## Erfolge
Glenn Ashby nahm an den Olympischen Spielen 2008 in Peking mit Darren Bundock in der Bootsklasse Tornado teil. Mit 49 Punkten belegten sie hinter den Spaniern Fernando Echávarri und Antón Paz und vor den Argentiniern Santiago Lange und Carlos Espínola den zweiten Rang und erhielten somit die Silbermedaille. Mit Bundock wurde Ashby 2006 in San Isidro, 2008 in Auckland und 2009 in Gargnano jeweils Weltmeister. Auch in nicht-olympischen Bootsklassen sicherte er sich zahlreiche Weltmeistertitel. 2017 gewann er als Skipper der Aotearoa des Team New Zealands den America’s Cup.
Ende 2018 wurde er für seine sportlichen Erfolge, insbesondere im America’s Cup, zum Member des New Zealand Order of Merit ernannt.